# Conjunt urbà del carrer Miquel (Sant Boi de Llobregat)
El Conjunt urbà del carrer Miquel és una obra de Sant Boi de Llobregat (Baix Llobregat) protegida com a Bé Cultural d'Interès Local.

## Descripció
Conjunt urbà format per habitatges unifamiliars amb jardí en la seva majoria. Fou bastit a començament del segle XX -es troben cases d'inspiració modernista i noucentista- si pot haver-hi cases d'èpoques anteriors. Cal remarcar la casa número 73 que fa cantonada amb la ronda Sant Ramon que destaca per les columnes d'estil gòtic que suporten la marquesina amb embigat de fusta. La casa número 42 té llindes i cantonades de maó vist.